# Джо Сміт (баскетболіст)
Джозеф Лейнард Сміт (англ. Joseph Leynard Smith, нар. 26 липня 1975, Норфолк, Вірджинія, США) — американський професіональний баскетболіст, що грав на позиції важкого форварда за низку команд НБА.

## Ігрова кар'єра

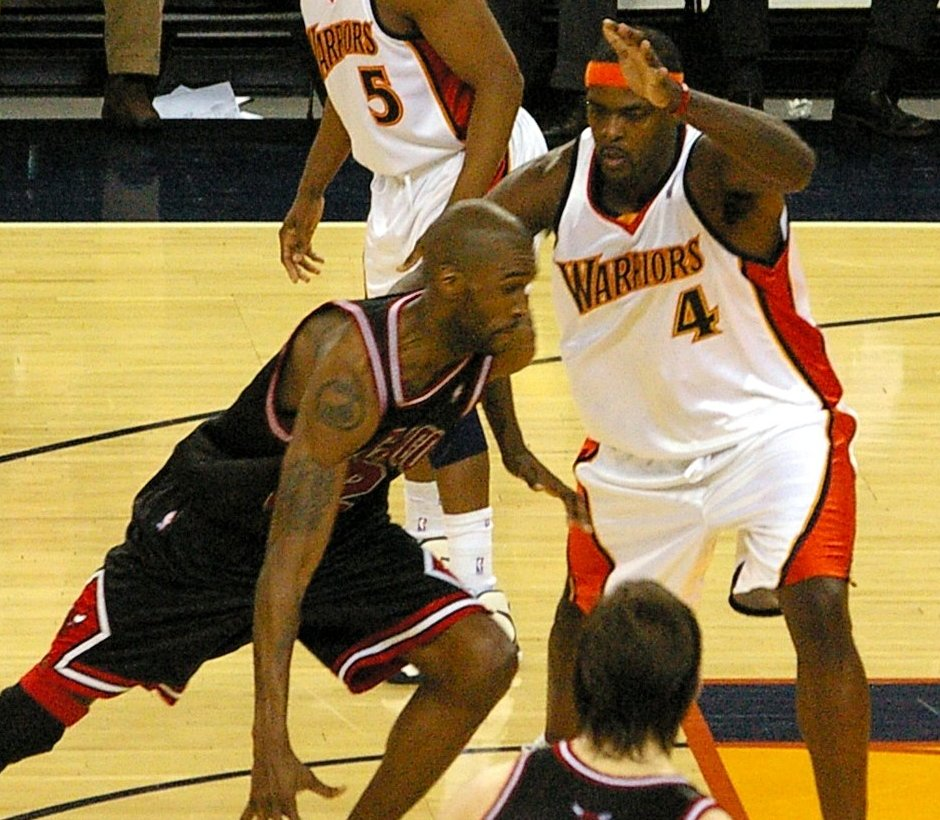
Сміт (ліворуч) у грі за «Чикаго» іде в прохід проти Кріса Веббера, 2008

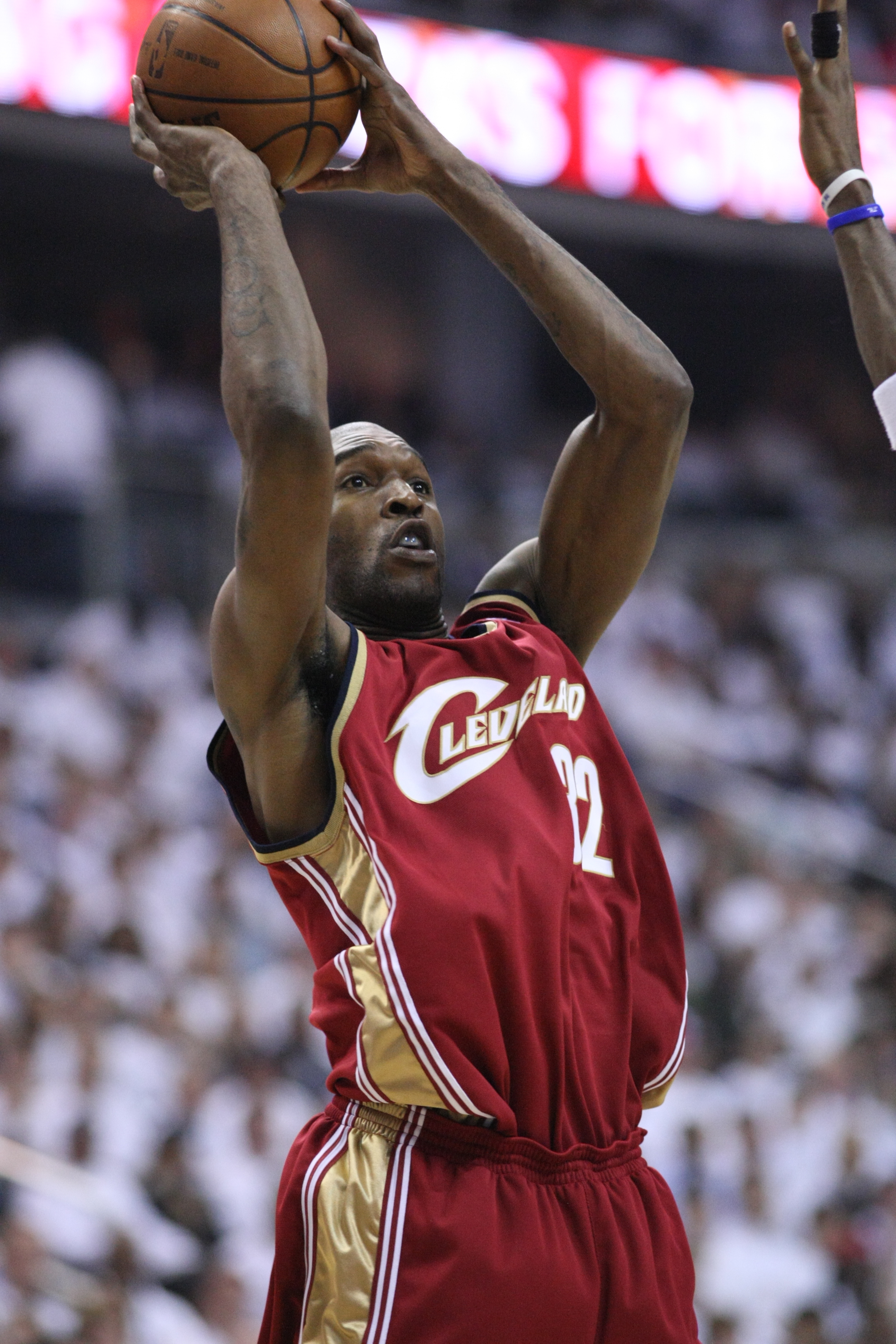
Сміт у грі за «Клівленд»

Починав грати у баскетбол у команді старшої школи Метью Фонтейна Морі (Норфолк, Вірджинія). На університетському рівні грав за команду Меріленд (1993—1995).
1995 року був обраний у першому раунді драфту НБА під загальним 1-м номером командою «Голден-Стейт Ворріорс», випередивши таких майбутніх зірок як Кевін Гарнетт, Антоніо Макдаєсс, Рашид Воллес та Джеррі Стекгаус. За підсумками свого дебютного сезону був включений до першої збірної новачків, а також зайняв третє місце у голосуванні за найкращого новачка року, поступившись Деймону Стадемаєру та Арвідасу Сабонісу.
Зігравши два з половиною роки в лізі, попросив обмін, мотивуючи це бажанням повернутися на Східне узбережжя. Тому в сезоні 1997—1998 разом з Браяном Шоу був обміняний на Кларенса Везерспуна та Джима Джексона до «Філадельфія Севенті-Сіксерс». Після цього статистичні показники Сміта значно погіршились та більше ніколи не були такими, як в перші сезони у складі «Ворріорз».
1999 року перейшов до «Міннесота Тімбервулвз», у складі якої провів наступний сезон своєї кар'єри, виступаючи пліч-о-пліч з Кевіном Гарнеттом. Після сезону 1999—2000 разом з виконавчим директором «Міннесоти» Кевіном Макейлом став учасником скандалу, пов'язаного з порушенням стелі зарплатні клубом. Виявилось, що Макейл пообіцяв Сміту багатомільйонний контракт у відповідь на підписання останнім контракту за заниженою вартістю, щоб допомогти клубу підписати ще кількох баскетболістів. Про це порушення дізнались у лізі, тому останній рік контракту Сміта було анульовано, а у Міннесоти забрали п'ять драфт-піків першого раунду (проте згодом два з них повернули), оштрафувавши її при цьому на 3,5 млн доларів. Такі санкції боляче вдарили по франшизі у далекостроковій перспективі, адже клуб не зміг найближчі роки підписувати молодих талантів.
Наступною командою в кар'єрі гравця була «Детройт Пістонс», за яку він відіграв один сезон в ролі гравця запасу.
2001 повернувся до «Міннесота Тімбервулвз», де відіграв два роки.
2003 року перейшов до «Мілвокі Бакс», у складі якої провів наступні 3 сезони своєї кар'єри.
Наступною командою в кар'єрі гравця була «Денвер Наггетс», за яку він відіграв 11 матчів перед тим, як разом з Андре Міллером був обміняний до «Філадельфія Севенті-Сіксерс» на Аллена Айверсона.
2007 року перейшов до «Чикаго Буллз», у складі якої провів наступний сезон своєї кар'єри. В середньому набирав 11 очок та 5 підбирань за гру протягом періоду в Чикаго.
Наступною командою в кар'єрі гравця була «Клівленд Кавальєрс», за яку він відіграв залишок сезону 2007—2008.
З 2008 по 2009 рік грав у складі «Оклахома-Сіті Тандер».
Частину 2009 року виступав у складі «Клівленд Кавальєрс».
Наступною командою в кар'єрі гравця була «Атланта Гокс», за яку він відіграв один сезон.
10 вересня 2010 року підписав контракт з «Нью-Джерсі Нетс».
Останньою ж командою в кар'єрі гравця стала «Лос-Анджелес Лейкерс», до складу якої він приєднався 15 грудня 2010 року і за яку відіграв один сезон, після чого завершив професійну кар'єру, яка тривала 16 років.
9 червня 2015 року допомагав Олексію Леню на перед-драфтових тренуваннях. Розглядався тоді як один з кандидатів на посаду тренера «Фінікс Санз» з розвитку гравців, проте так і не був затверджений у цій ролі.

## Статистика виступів в НБА

### Регулярний сезон
| Сезон             | Команда                       | GP    | GS  | MPG  | FG%  | 3P%   | FT%   | RPG | APG | SPG | BPG | PPG  |
| ----------------- | ----------------------------- | ----- | --- | ---- | ---- | ----- | ----- | --- | --- | --- | --- | ---- |
| 1995–96           | «Голден-Стейт Ворріорс»       | 82    | 82  | 34.4 | .458 | .357  | .773  | 8.7 | 1.0 | 1.0 | 1.6 | 15.3 |
| 1996–97           | «Голден-Стейт Ворріорс»       | 80    | 80  | 38.6 | .454 | .261  | .814  | 8.5 | 1.6 | .9  | 1.1 | 18.7 |
| 1997–98           | «Голден-Стейт Ворріорс»       | 49    | 49  | 33.6 | .429 | .000  | .769  | 6.9 | 1.4 | .9  | .8  | 17.3 |
| 1997–98           | «Філадельфія Севенті-Сіксерс» | 30    | 6   | 23.3 | .448 | .000  | .788  | 4.4 | .9  | .6  | .4  | 10.3 |
| 1998–99           | «Міннесота Тімбервулвз»       | 43    | 42  | 33.0 | .427 | .000  | .755  | 8.2 | 1.6 | .7  | 1.5 | 13.7 |
| 1999–00           | «Міннесота Тімбервулвз»       | 78    | 9   | 25.3 | .464 | 1.000 | .756  | 6.2 | 1.1 | .6  | 1.1 | 9.9  |
| 2000–01           | «Детройт Пістонс»             | 69    | 59  | 28.1 | .403 | .000  | .805  | 7.1 | 1.1 | .7  | .7  | 12.3 |
| 2001–02           | «Міннесота Тімбервулвз»       | 72    | 63  | 26.7 | .511 | .667  | .830  | 6.3 | 1.1 | .5  | .8  | 10.7 |
| 2002–03           | «Міннесота Тімбервулвз»       | 54    | 21  | 20.7 | .460 | .000  | .779  | 5.0 | .7  | .3  | 1.0 | 7.5  |
| 2003–04           | «Мілвокі Бакс»                | 76    | 76  | 29.7 | .439 | .200  | .859  | 8.5 | 1.0 | .6  | 1.2 | 10.9 |
| 2004–05           | «Мілвокі Бакс»                | 74    | 73  | 30.6 | .514 | .000  | .768  | 7.3 | .9  | .6  | .5  | 11.0 |
| 2005–06           | «Мілвокі Бакс»                | 44    | 5   | 20.2 | .475 | .000  | .774  | 5.2 | .7  | .5  | .3  | 8.6  |
| 2006–07           | «Денвер Наггетс»              | 11    | 0   | 13.5 | .479 | .000  | .833  | 3.6 | .3  | .6  | .6  | 5.1  |
| 2006–07           | «Філадельфія Севенті-Сіксерс» | 54    | 11  | 25.1 | .445 | .000  | .846  | 6.7 | .9  | .6  | .4  | 9.2  |
| 2007–08           | «Чикаго Буллз»                | 50    | 35  | 22.9 | .466 | .000  | .807  | 5.3 | .9  | .5  | .6  | 11.2 |
| 2007–08           | «Клівленд Кавальєрс»          | 27    | 1   | 21.5 | .512 | .000  | .652  | 5.0 | .7  | .3  | .6  | 8.1  |
| 2008–09           | «Оклахома-Сіті Тандер»        | 36    | 3   | 19.1 | .454 | .500  | .704  | 4.6 | .7  | .3  | .7  | 6.6  |
| 2008–09           | «Клівленд Кавальєрс»          | 21    | 0   | 19.5 | .496 | .333  | .750  | 4.7 | .8  | .3  | .7  | 6.5  |
| 2009–10           | «Атланта Гокс»                | 64    | 1   | 9.3  | .399 | .143  | .813  | 2.5 | .3  | .1  | .3  | 3.0  |
| 2010–11           | «Нью-Джерсі Нетс»             | 4     | 3   | 6.1  | .250 | .000  | .000  | .8  | .3  | 0   | 0   | 0.5  |
| 2010–11           | «Лос-Анджелес Лейкерс»        | 12    | 0   | 3.7  | .167 | .000  | 1.000 | 1.5 | .3  | 0   | .3  | 0.5  |
| Усього за кар'єру |                               | 1,030 | 619 | 26.2 | .455 | .238  | .790  | 6.4 | 1.0 | .6  | .8  | 10.9 |

### Плей-оф
| Сезон             | Команда                 | GP | GS | MPG  | FG%  | 3P%  | FT%   | RPG  | APG | SPG | BPG | PPG  |
| ----------------- | ----------------------- | -- | -- | ---- | ---- | ---- | ----- | ---- | --- | --- | --- | ---- |
| 1999              | «Міннесота Тімбервулвз» | 4  | 4  | 30.0 | .297 | .000 | .727  | 6.5  | 1.3 | .5  | 2.0 | 7.5  |
| 2000              | «Міннесота Тімбервулвз» | 4  | 0  | 19.8 | .471 | .000 | 1.000 | 3.0  | .3  | .8  | .3  | 4.5  |
| 2002              | «Міннесота Тімбервулвз» | 3  | 1  | 14.3 | .429 | .000 | .875  | 3.7  | .0  | .0  | .3  | 4.3  |
| 2003              | «Міннесота Тімбервулвз» | 5  | 1  | 8.0  | .667 | .000 | 1.000 | 1.2  | .0  | .2  | .2  | 2.8  |
| 2004              | «Мілвокі Бакс»          | 5  | 5  | 35.0 | .491 | .000 | .923  | 10.0 | .4  | .8  | 2.0 | 13.2 |
| 2006              | «Мілвокі Бакс»          | 5  | 0  | 21.2 | .485 | .000 | .667  | 5.4  | .6  | .4  | .4  | 7.6  |
| 2008              | «Клівленд Кавальєрс»    | 13 | 0  | 20.2 | .486 | .000 | .636  | 4.6  | .5  | .4  | .5  | 6.6  |
| 2009              | «Клівленд Кавальєрс»    | 13 | 0  | 16.8 | .460 | .600 | .793  | 3.7  | .2  | .5  | .5  | 5.5  |
| 2010              | «Атланта Гокс»          | 5  | 0  | 4.8  | .000 | .000 | .000  | .4   | .0  | .0  | .2  | .0   |
| 2011              | «Лос-Анджелес Лейкерс»  | 5  | 0  | 2.2  | .000 | .000 | .000  | .2   | .0  | .0  | .0  | .0   |
| Усього за кар'єру |                         | 62 | 11 | 17.4 | .451 | .375 | .780  | 3.9  | .3  | .4  | .6  | 5.4  |

## Музична кар'єра
Під час свого перебування у складі «Оклахома-Сіті Тандер» записав музичний сольний альбом у стилі реп.